# Куций Афанасій
Панас Іванович Куций — полковник Бугогардівської паланки Запорозької Січі в XVIII столітті (1772—1773 роки), засновник запорозької слободи Куцівки (1768).

## Історичні відомості
Вперше в документах зустрічається в 1767 році, як отаман Дядьківського куреня, на 1769 рік — осавул Коша Запорозького. В документах Московії — «Афонасій Ивановъ».
Вважається засновником сл. Куцівки, з 1832 року — Новгородка. Протягом свого полковництва постійно боровся проти московської експансії на землі Вольностей Війська Запорозького. Після знищення Запорозької Січі жив з родиною в Куцівці Єлисаветградського повіту.